# Comuna Tărlungeni, Brașov
Tărlungeni este o comună în județul Brașov, Transilvania, România, formată din satele Cărpiniș, Purcăreni, Tărlungeni (reședința) și Zizin.

## Demografie
Componența etnică a comunei Tărlungeni
     Români (38,53%)
     Maghiari (27,41%)
     Romi (28,88%)
     Necunoscută (5,01%)
     Altă etnie (0,15%)
Componența confesională a comunei Tărlungeni
     Ortodocși (58,47%)
     Romano-catolici (1,32%)
     Penticostali (7,31%)
     Adventiști de ziua a șaptea (1,08%)
     Luterani (24,48%)
     Necunoscută (5,1%)
     Altă religie (2,21%)
Connform recensământului efectuat în 2011, populația comunei Tărlungeni se ridică la 8.320 de locuitori, în creștere față de recensământul anterior din 2002, când se înregistraseră 7.399 de locuitori. Nu există o etnie majoritară, locuitorii fiind români (38,53%), romi (28,88%) și maghiari (27,42%). Pentru 5,01% din populație, apartenența etnică nu este cunoscută.
Din punct de vedere confesional, majoritatea locuitorilor sunt ortodocși (58,47%), dar există și minorități de evanghelici-luterani (24,48%), penticostali (7,32%), romano-catolici (1,32%) și adventiști de ziua a șaptea (1,08%). Pentru 5,11% din populație, nu este cunoscută apartenența confesională.

## Politică și administrație
Comuna Tărlungeni este administrată de un primar și un consiliu local compus din 17 consilieri. Primarul, Severius-Florin Beșchea[*], de la Partidul Național Liberal, este în funcție din 2016. Începând cu alegerile locale din 2024, consiliul local are următoarea componență pe partide politice:
|  | Partid                                 | Consilieri | Componența Consiliului | Componența Consiliului | Componența Consiliului | Componența Consiliului | Componența Consiliului |
|  | -------------------------------------- | ---------- | ---------------------- | ---------------------- | ---------------------- | ---------------------- | ---------------------- |
|  | Partidul Național Liberal              | 5          |                        |                        |                        |                        |                        |
|  | Alianța pentru Unirea Românilor        | 4          |                        |                        |                        |                        |                        |
|  | Uniunea Salvați România                | 3          |                        |                        |                        |                        |                        |
|  | Uniunea Democrată Maghiară din România | 3          |                        |                        |                        |                        |                        |
|  | Partidul Social Democrat               | 2          |                        |                        |                        |                        |                        |

## Primarii comunei
- 1996[7] - 2000 - Toderel Virgil, de la CDR
- 2000[8] - 2004 - Chichernea Nicolae, de la PNL
- 2004[9] - 2008 - Kiss Iosif, de la UDMR
- 2008[10] - 2012 - Kiss Iosif, de la UDMR
- 2012[11] - 2016 - Kiss Iosif, de la UDMR
- 2016[12] - 2020 - Beschea Severius-Florin, de la PNL
- 2020[13] - 2024 - Beschea Severius-Florin, de la PNL

## Personalități născute aici
- István Zajzoni Rab (1832 - 1862), scriitor maghiar de origine ceangăiască;
- Ion Bordea (1871 - 1947), medic, membru al delegației trimise de guvern la Marea Adunare Națională de la Alba Iulia;
- György Barkó (1931 - 2024), actor de etnie maghiară.